# 日下部武敏
日下部 武敏（くさかべ たけとし）は、日本の都市環境工学者・社会システム工学者。大阪工業大学工学部環境工学科准教授。博士（工学）（京都大学）。廃棄物資源循環学会編集委員および関西支部幹事。
専門は、都市環境工学・環境デザイン・環境マネジメント、衛生工学・水資源工学、地球工学・循環型社会工学/環境社会システム工学・サステイナブル工学。

## 略歴
京都大学大学院工学研究科環境地球工学専攻修士課程修了。2007年同大学院工学研究科環境地球工学専攻博士課程修了、博士（工学）（京都大学）。同年、土木研究所水環境研究グループ水質チーム専門研究員。2009年京都大学附属流域圏総合研究センター特定研究員。2016年同大学大学院工学研究科都市環境工学専攻助教を経て、2023年大阪工業大学工学部環境工学科准教授。
主な所属学会は、土木学会、環境システム計測制御学会、日本水環境学会、日本陸水学会、日本微生物生態学会、日本腐植物質学会、廃棄物資源循環学会など。主なテクニカルアドバイザーは、猪名川上流広域ごみ処理施設環境保全委員会委員。主な受賞は、環境システム計測制御学会論文賞。主な著書は、環境中の腐植物質 - その特徴と研究法（共著、三共出版2008、学術書）。

## 主な研究
- 琵琶湖における微生物群集の増殖解析
- 最終埋立処分地における有害化学物質の挙動予測に向けた浸出水中有機物の網羅的解析 - 大阪湾広域臨海環境整備センター助成
- 21世紀型都市水循環系の構築のための水再生技術の開発と評価 - 京都大学附属流域圏総合環境質研究センタとの共同研究
- 固相抽出-LC/MS法を用いた溶存有機物(DOM)の新規解析手法
- 短波長領域に絞った蛍光分析で検出されるピーク群を利用した汚濁起源推定手法の開発
- シングルセル解析を駆使した水圏における細菌増殖特性の精密解析

都市環境工学の対外啓蒙活動として、高校生向けに神戸市立科学技術高等学校（テーマ: 応用化学の知識を活用した廃棄物の有効活用）の課題研究サポート2023/2024を行っている。